# Danmarks Naturvidenskabelige Akademi
Danmarks Naturvidenskabelige Akademi blev oprettet i 1982 for at give mere stemme til den naturvidenskabelige forskning i Danmark.
Akademiet er en forskningspolitisk organisation, som har til formål dels at fremme dansk naturvidenskabelig forskning gennem møder, kursusvirksomhed og udsendelse af forskningspolitiske publikationer og dels at øge forståelsen mellem forskere og det øvrige samfund.
Man kan ikke selv søge om medlemskab. Nye medlemmer optages efter indstilling fra et medlemsudvalg en gang om året. Der kan også optages forskere med tilknytning til Danmark fra udlandet.